# Drycothaea dozieri
Drycothaea dozieri es una especie de escarabajo longicornio del género Drycothaea, familia Cerambycidae. Fue descrita científicamente por Wappes, Santos-Silva & Galileo en 2018.
Habita en Bolivia. Los machos y las hembras miden aproximadamente 7,55 mm. El período de vuelo de esta especie ocurre en el mes de septiembre.